# Ar (雑誌)
『ar』（アール）は、主婦と生活社から発行されているファッション雑誌。月刊誌で毎月12日発売。名前はポルトガル語で「空気」を意味する単語に由来する。

## 概要
1995年9月に主婦と生活社から「美しいわたし新発見マガジン」として創刊され、2012年11月に誌面を大幅リニューアルされた。読者層は20代を中心とした10代後半～30代前半の女性。「おフェロ」や「雌ガール」など、多くのトレンドワードを発信した。雑誌のほかに、webマガジン「arweb（アールウェブ）」や、フェムテックサイト「mEdel（メデル）」など、様々な形で情報を発信している。

### 関連媒体
株式会社アルペンとコラボしたレディスゴルフファッションサイト『ar golf（アールゴルフ）』やメンズ別冊の『ar HOMME』が創刊されている。

## モデル
（2024年6月現在）
- 森絵梨佳
- 佐藤栞里
- 宮田聡子
- 比留川游
- 八木アリサ
- 上西星来
- 上國料萌衣
- 谷まりあ
- 齊藤京子
- 桜田ひより

### 過去の登場モデル
（2024年6月現在）
- 今泉佑唯
- 村瀬紗英
- 堀未央奈
- 垣内彩未
- 里々佳

## 連載
- 指原莉乃「さっしーの部屋」（2017年2月号 -）[7]
- 堀未央奈「乃木坂46堀未央奈がゆく おもてなし達人への道」（2017年1月号 -2020年5月号）[8]
- 堀未央奈「堀未央奈はファッショニスタ!!」（2020年6・7月合併号 -）[9]
- 森田ひかる（櫻坂46）「ヒカルノメ」（2021年3月号 -）[10]
- 齋藤薫「ブランド力学」
- 吉野北人（THE RAMPAGE from EXILE TRIBE）「HOKUTOIRO」（2021年11月号 -）[11]
- 桜田ひより「ひよりだいありー」（2023年7月号 -）[12]
- 一ノ瀬美空（乃木坂46）「みくのきもち」（2023年8月号 -）[13]